# Зубов, Виталий Яковлевич
Виталий Яковлевич Зубов (1902—1975) — советский учёный-металлург, доктор технических наук, профессор.
Ученик выдающегося ученого, основателя уральской школы металловедения, члена-корреспондента Академии наук СССР — С. С. Штейнберга. Автор более 250 статей, десяти изобретений и четырех монографий.

## Биография
Родился 16 декабря (29 декабря по новому стилю) 1902 года в городе Златоусте.
Учился в железнодорожной школе № 90 на станции Златоуст, после чего работал на Златоустовском механическом заводе. Окончив в 1938 году металлургический факультет Уральского индустриального института, работал в нем всю последующую жизнь, занимая должности — инженера, ассистента, доцента, профессора (после защиты в 1957 году докторской диссертации на тему «Структурные основы пластичности и упругости стальной пружинной ленты»).
В 1959 году В. Я. Зубов возглавил вновь образованную кафедру металловедения и заведовал ею до 1972 года. Областью его научных исследований были — технология получения высокопрочной патентированной холоднотянутой проволоки, термическая обработка и свойства пружинных сталей и сплавов.
Подготовил 10 кандидатов и одного доктора наук. Кроме научной, занимался общественной и партийной деятельностью.
Умер 29 августа 1975 года в Свердловске, похоронен на Широкореченском кладбище города.
Был награжден двумя орденами Трудового Красного Знамени, а также медалями, среди которых «За доблестный труд в Великой Отечественной войне 1941—1945 гг.» и медаль им. Д. К. Чернова.